# Action de jouissance
Les actions de jouissance sont celles qui ont été amorties par remboursement de leur montant nominal. Dans le droit commercial français, on en retrouve la définition dans le Code de commerce, article L. 225-198.
L'amortissement se fait par ponction sur le premier dividende distribuable ou sur les réserves facultatives. Ce n'est pas une procédure très courante, du fait de problèmes de cotation des actions amorties et d'un régime fiscal peu attractif.
Étant donné que les actions de jouissance ont déjà été amorties, leurs détenteurs n'ont pas droit au premier dividende, ni à un remboursement du capital social en cas de liquidation de la société. Tous les autres droits sont par contre conservés, notamment celui au super dividende.